# Бурич, Ясмин
Ясмин Бурич (сербохорв. Jasmin Burić / Јасмин Бурић; род. 18 февраля 1987, Зеница, СР Босния и Герцеговина, Югославия) — боснийский футболист, вратарь польского клуба «Заглембе». Выступал за сборную Боснии и Герцеговины.

## Клубная карьера
Бурич — продукт академии «Челика», где он и начал профессиональную карьеру.
1 января 2009 он перешёл в познанский «Лех». Бурич дебютировал в польской Экстраклассе 4 октября того же года в матче против «Арки». После того, как он просидел год на скамейке запасных, он получил несколько шансов проявить себя в качестве основного голкипера. Бурич стал основным вратарем команды, но его карьера в клубе была омрачена несколькими травмами, в том числе травма бедра, из-за которой он пропустил почти целый сезон. 11 января 2016 он подписал новый контракт с «Лехом», рассчитанный на 3 года. Всего в польском клубе за 11 лет сыграл более 150 матчей. Чемпион Польши 2010 и 2015 годов, неоднократный призёр чемпионата.
Летом 2019 года перешёл в израильский клуб «Хапоэль» (Хайфа).

## Международная карьера
Бурич выступал в нескольких молодежных сборных Боснии.
Его дебют в основной команде состоялся 1 июня 2008 года в матче с Азербайджаном.